# Eleocharis sundaica
Eleocharis sundaica är en halvgräsart som beskrevs av Johannes Hendrikus Kern. Eleocharis sundaica ingår i släktet småsäv, och familjen halvgräs. Inga underarter finns listade i Catalogue of Life.